# Chakali (Sprache)
Chakali ist eine bedrohte Sprache Ghanas und wird östlich von Wa von den ca. 7.700 (2014) Chakali mit dem Zentrum in dem Dorf Ducie gesprochen. 
Zu 62 % besteht eine Übereinstimmung mit Tampulma und 68 % mit Vagla. 
Diese Sprache wird eher im häuslichen Bereich verwendet. Die Sprecher von Chakali verwenden auch häufig Wali.

## Beleg
1. ↑  Chakali | Sprachen und Völker der Erde | Langwhich Lexikon. Abgerufen am 22. April 2019.